# Josh Sims
Joshua Sims, né le 28 mars 1997 à Yeovil, est un footballeur anglais qui évolue au poste de milieu de terrain à Yeovil Town.

## Biographie

### En club
Josh Sims est formé au sein du club de Southampton. 
Le 27 novembre 2016, Sims fait ses débuts en Premier League contre Everton (victoire 1-0).
Le 20 août 2018, il est prêté pour une saison au Reading FC. Il est cependant rappelé de son prêt par Southampton le 7 janvier 2019 après avoir pris part à dix-huit matchs sous le maillot de Reading.
Le 7 août 2019, il rejoint les Red Bulls de New York en Major League Soccer sous forme de prêt lors de la dernière journée du marché des transferts dans la ligue nord-américaine. Il inscrit un but en huit matchs avant de retourner à Southampton fin 2019.
Le 21 janvier 2020, il retourne aux Red Bulls de New York pour un deuxième prêt consécutif d'une durée de six mois.
Le 16 octobre 2020, il est prêté pour une saison à Doncaster Rovers.
Le 14 février 2022, libre de tout contrat, il rejoint Ross County jusqu'à la fin de la saison.

### En sélection nationale
International anglais des moins de 17 ans, il participe au championnat d'Europe des moins de 17 ans 2014. L'Angleterre remporte la compétition en battant les Pays-Bas en finale.

## Statistiques
| Saison                | Club                         | Championnat           | Championnat | Championnat | Coupe(s) nationale(s) | Coupe(s) nationale(s) | Compétition(s) continentale(s) | Compétition(s) continentale(s) | Compétition(s) continentale(s) | Total | Total |
| Saison                | Club                         | Division              | M.          | B.          | M.                    | B.                    | Comp.                          | M.                             | B.                             | M.    | B.    |
| 2016-2017             | Southampton FC               | Premier League        | 7           | 0           | 5                     | 0                     | C3                             | 1                              | 0                              | 13    | 0     |
| 2017-2018             | Southampton FC               | Premier League        | 6           | 0           | 1                     | 0                     | -                              | -                              | -                              | 7     | 0     |
| 2018-2019             | Southampton FC               | Premier League        | 7           | 0           | -                     | -                     | -                              | -                              | -                              | 7     | 0     |
| Sous-total            | Sous-total                   | Sous-total            | 20          | 0           | 6                     | 0                     | -                              | 1                              | 0                              | 27    | 0     |
| 2018-2019             | Reading FC (prêt)            | Championship          | 17          | 0           | 1                     | 0                     | -                              | -                              | -                              | 18    | 0     |
| 2019                  | Red Bulls de New York (prêt) | Major League Soccer   | 8           | 1           | -                     | -                     | -                              | -                              | -                              | 8     | 1     |
| 2020                  | Red Bulls de New York (prêt) | Major League Soccer   | 2           | 0           | -                     | -                     | -                              | -                              | -                              | 2     | 0     |
| 2020-2021             | Doncaster Rovers (prêt)      | League One            | 28          | 1           | 2                     | 2                     | -                              | -                              | -                              | 30    | 3     |
| Sous-total            | Sous-total                   | Sous-total            | 55          | 2           | 3                     | 2                     | -                              | -                              | -                              | 58    | 4     |
| 2021-2022             | Ross County                  | Premiership           | 1           | 0           | -                     | -                     | -                              | -                              | -                              | 1     | 0     |
| 2022-2023             | Ross County                  | Premiership           | 21          | 0           | 6                     | 1                     | -                              | -                              | -                              | 27    | 1     |
| 2023-2024             | Ross County                  | Premiership           | 29          | 3           | 7                     | 1                     | -                              | -                              | -                              | 36    | 4     |
| Sous-total            | Sous-total                   | Sous-total            | 51          | 3           | 13                    | 2                     | -                              | -                              | -                              | 64    | 5     |
| 2024-2025             | Yeovil Town                  | National League       | 27          | 1           | -                     | -                     | -                              | -                              | -                              | 27    | 1     |
| Sous-total            | Sous-total                   | Sous-total            | 27          | 1           | -                     | -                     | -                              | -                              | -                              | 27    | 1     |
| Total sur la carrière | Total sur la carrière        | Total sur la carrière | 153         | 6           | 22                    | 4                     | -                              | 1                              | 0                              | 176   | 10    |

## Palmarès

### En sélection
- Vainqueur du Championnat d'Europe des moins de 17 ans en 2014.